# تشتیک (منطقه الموک)
تشتیک (به لاتین: Těšetice ) یک شهرستان در جمهوری چک است که در منطقه الموک واقع شده‌است.

## خصوصیات
تشتیک ۱۲٫۴۸ کیلومترمربع مساحت و ۱٬۳۳۰ نفر جمعیت دارد و ۲۲۷ متر بالاتر از سطح دریا واقع شده‌است.